# Viola novae-angliae
Viola novae-angliae House – gatunek roślin z rodziny fiołkowatych (Violaceae). Występuje naturalnie w Kanadzie (w prowincjach Manitoba, Nowy Brunszwik, Ontario i Quebec) oraz Stanach Zjednoczonych (w Maine, Michigan, Minnesocie, New Hampshire, stanie Nowy Jork, Vermoncie i Wisconsin). 

## Morfologia
PokrójBylina dorastająca do 5–50 cm wysokości, tworzy kłącza.
LiścieBlaszka liściowa ma kształt od owalnego do deltoidalnego. Mierzy 3,5–7 cm długości oraz 2–5 cm szerokości, jest karbowana lub piłkowana na brzegu, ma sercowatą nasadę i ostry wierzchołek. Ogonek liściowy jest owłosiony i ma 5–25 mm długości. Przylistki są równowąsko lancetowate.
KwiatyPojedyncze, wyrastające z kątów pędów. Mają działki kielicha o owalnym lub lancetowatym kształcie. Płatki są odwrotnie jajowate i mają purpurową barwę, dolny płatek jest odwrotnie jajowaty, mierzy 15-25 mm długości, posiada obłą ostrogę o długości 2-3 mm.
OwoceTorebki mierzące 5-12 mm długości, o elipsoidalnym kształcie.

## Biologia i ekologia
Rośnie na łąkach i brzegach cieków wodnych. Występuje na wysokości do 100 m n.p.m.